# Фернандес, Кольдо
Ко́льдо Ферна́ндес де Ларре́а (исп. Koldo Fernández de Larrea; род. 13 сентября 1981, Витория) — испанский профессиональный шоссейный велогонщик баскского происхождения, выступающий за команду «Garmin-Barracuda».

## Карьера
Первым успехом Кольдо Фернандеса стала победа на юниорском чемпионате Испании по шоссейным велогонкам в 1999 году. После этого он выступал за молодежную команду «Saunier Duval» и за «Orbea». В 2004 году подписал первый профессиональный контракт с командой «Euskaltel-Euskadi», за которую выступает до сих пор. Главным достижением первого профессионального года стало второе место на одном из этапов Тур де Лимузин.
Первую победу Фернандес одержал в марте 2007 года, выиграв седьмой этап Тиррено-Адриатико. В следующем году Кольдо одержал уже 5 побед, в том числе на таких престижных гонках как Вуэльта Кастильи и Леона и Вуэльта Бургоса. В этом же сезоне он добился своего лучшего результата на супермногодневках — 7 раз он попадал в первую десятку этапов Вуэльты, которую он закончил на 94-м месте.
В 2009 году Кольдо выиграл ещё 3 гонки, а в 2010 году прибавил к их числу ещё 2 победы, укрепив себя в звании лучшего спринтера «Euskaltel-Euskadi».

## Победы
2007
- Тиррено-Адриатико, 7-й этап

2008
- Вуэльта Мурсии, 5-й этап и спринтерский зачёт
- Вуэльта Кастильи и Леона, 5-й этап
- Эускаль Бисиклета, 2-й этап
- Вуэльта Бургоса, 3-й этап
- Тур Вандеи

2009
- Волта Алгарви, 2-й этап
- Getxo Circuit
- Вуэльта Бургоса, 1-й этап

2010
- Вуэльта Бургоса, 1-й этап
- Тур Вандеи